# Frühlingstraße (Kempten)
Die Frühlingstraße ist eine Straße in Kempten (Allgäu). Sie entstand in der frühen Ausbauphase der Stadt nach der Säkularisation und ist geprägt durch Bürgerhäuser.
1860 wurde von der Feilbergstraße aus mit dem Bau der Frühlingstraße begonnen. Bis zum Ende des 19. Jahrhunderts wurde die Straße bis zur Lindauer Straße hin verlängert. Die Frühlingstraße hat weitestgehend einen Gebäudebestand aus der Anfangszeit des 20. Jahrhunderts.
Wichtige Gebäude an der Frühlingstraße sind beispielsweise die Wittelsbacherschule sowie zahlreiche Gründerzeitvillen.

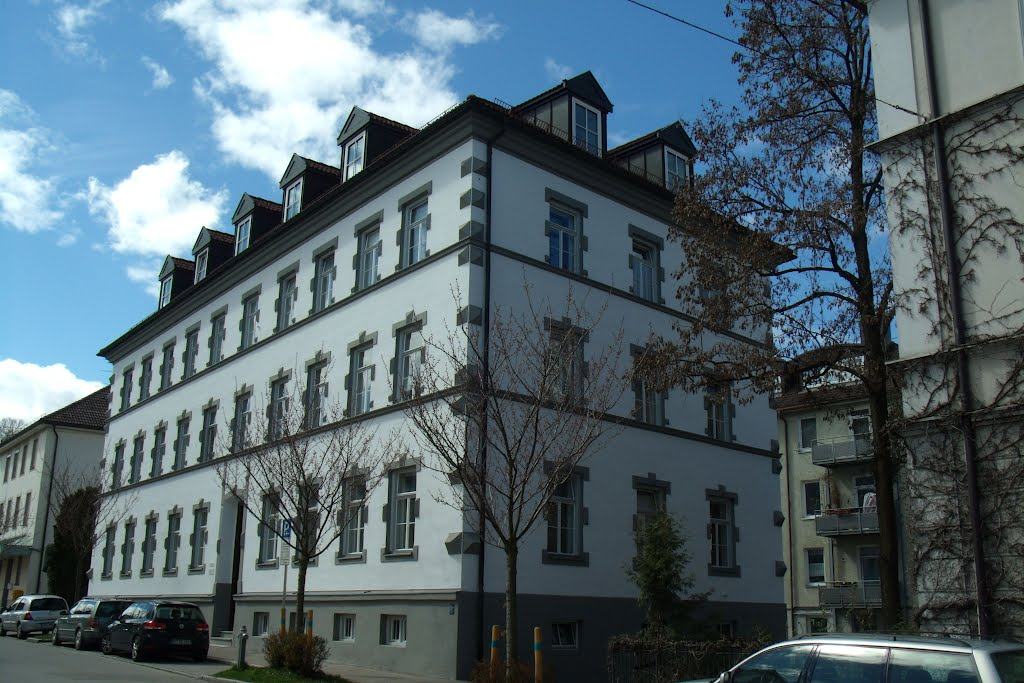
Nr. 3: Ende 19. Jahrhundert
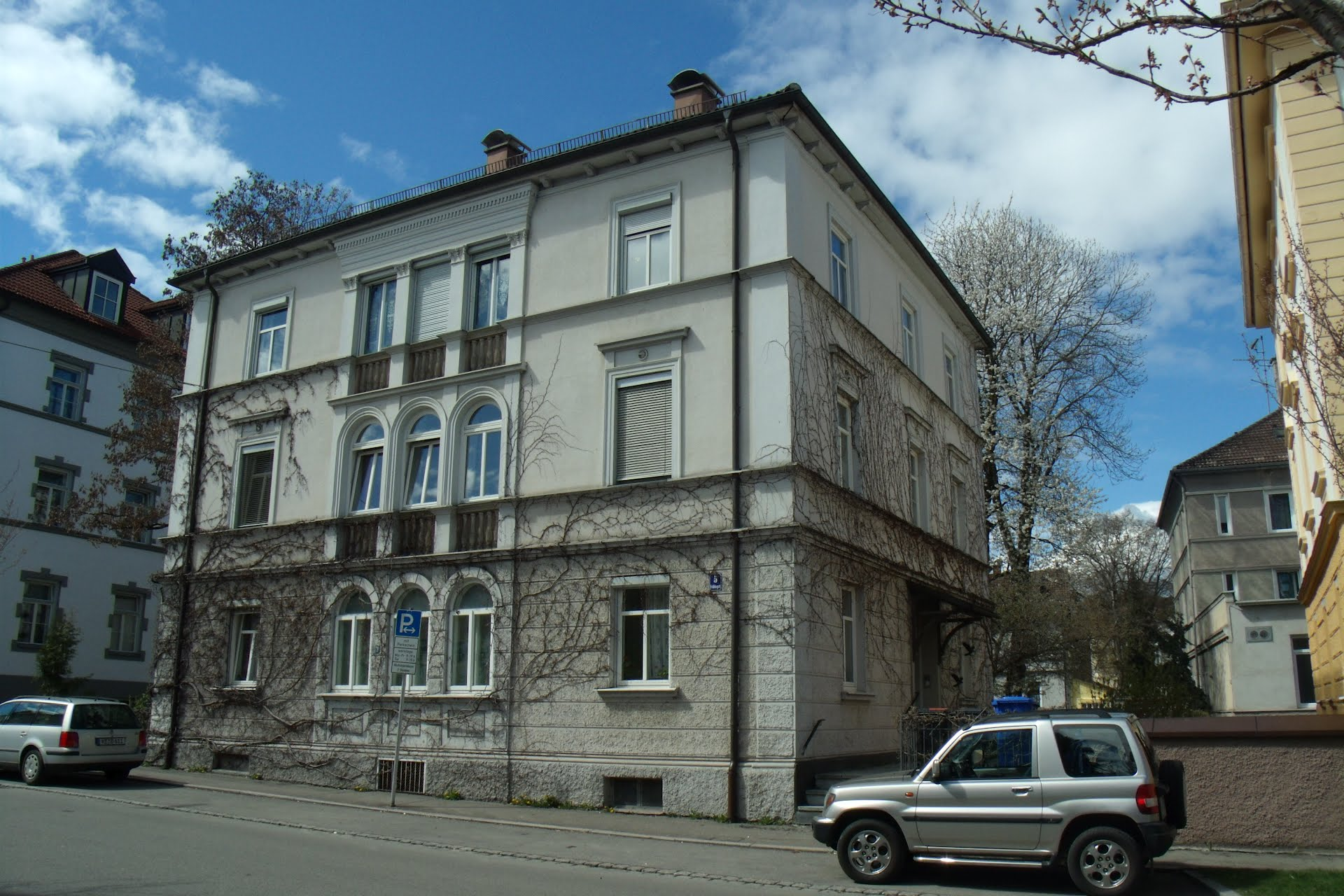
Nr. 5: Vorstadtvilla erbaut um 1870/80
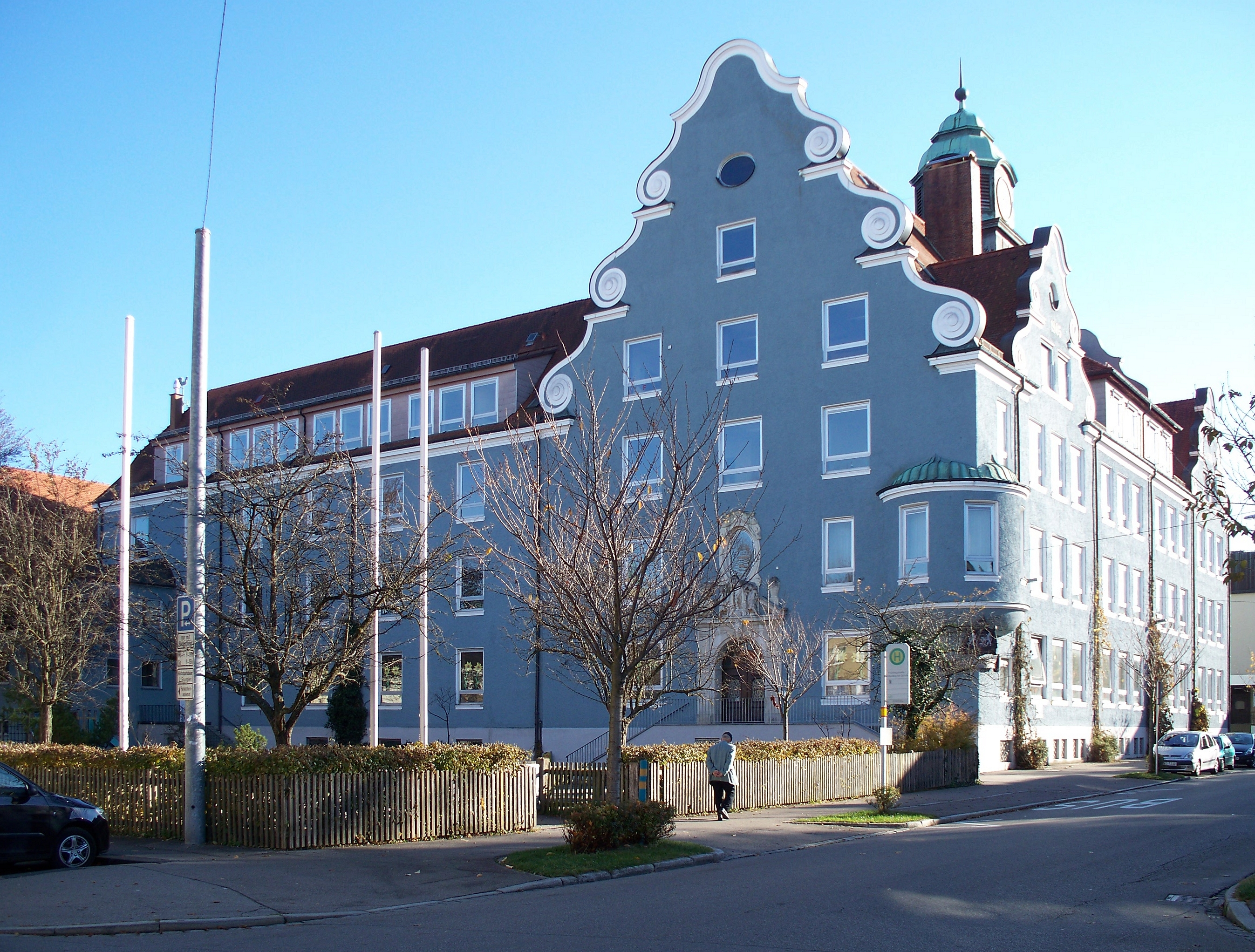
Nr. 14: Wittelsbacherschule 1905/6 errichtet